# Нейбер, Джон
Джон Филлипс Нейбер (англ. John Phillips Naber; род. 20 января 1956 года, Эванстон, Иллинойс, США) — американский пловец, четырёхкратный олимпийский чемпион.

## Биография

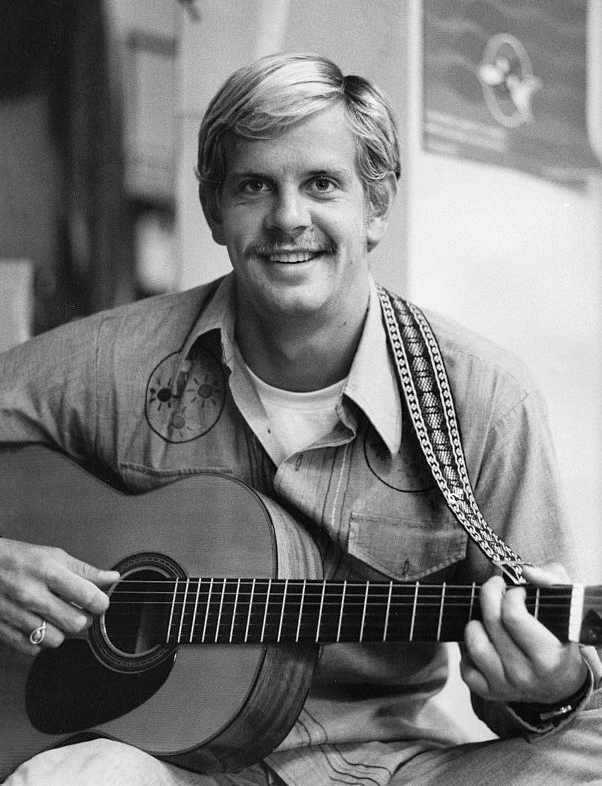
Нейбер в 1976 году

Джон Нейбер родился и вырос в Эванстоне, штате Иллинойс. После окончания средней школы Нейбер поступил в Университет Южной Калифорнии. Его Нейбер окончил в 1977 году в степени бакалавра в области психологии. Во время учебы в университете Джон помог студенческой команде USC Trojans выиграть четыре раза чемпионат по плаванию и прыжкам в воду среди студентов проводимый Национальной ассоциацией студенческого спорта.
В Летних Олимпийских играх 1976 года Нейбер выиграл четыре золотых медали. В этих заплывах Нейбер установил новый мировой рекорд.  Рекорды Нейбера установленные в стиле плавания на спине на 100 и 200 м. не были побиты в течение семи лет.
После Олимпиады Нейбер был награждён Призом Джеймса Салливана как Американский спортсмен-любитель года. В 1982 году Нейбер был включен в зал славы мирового плавания как Пловец чести (англ. Honor Swimmer).
После ухода из большого спорта Нейбер в разное время работал комментатором, оратором-мотиватором и профессиональным писателем.
С мая 2014 года Джон Нейбер является сотрудником зала славы средней школы Вудсайда.